# Nogai Kan
Nogai (muerto en 1299), también llamado Isa Nogai, fue un general y gobernador de facto del Imperio de la Horda de Oro, además de tataranieto de Gengis Kan. Su abuelo fue Baúl/Teval Kan, el séptimo hijo de Jochi. Su nombre puede deletrearse también como Nogay, Noqai, Ngoche, Nóghai y Nogaj.
Su nombre, en idioma mongol, “nokhoi”, literalmente significa “perro”. Sin embargo esto no quiere decir que fuese un nombre despectivo. Era un nombre común entre los mongoles de entonces e incluso hoy en día se dice “nokhduud” como “hola, perros” de la misma forma que en español se podría decir, “hola, chicos”. Probablemente este tipo de nombres vienen del hecho de que los mongoles tienen muchos perros, ya que son útiles para la caza y la protección del hogar.[cita requerida]

## Vida en la época de Batú y Berke
Nogai era hijo de Tatar (Tutar), a su vez hijo de Teval que era hijo de Jochi. Tras la muerte de su padre, él gobernaría sus dominios. Después de la invasión mongol de Europa, Batú Kan dejó a Nogai con un tumen (10 000 guerreros) en las actuales Moldavia y Rumania para vigilar la frontera. Como sobrino de Berke Kan, tanto como Batú Kan y Orda Kan, bajo el gobierno de su tío, se convirtió en un poderoso y ambicioso guerrero.
En sus últimos años, Berke comenzó a delegar más y más responsabilidades a su prometedor sobrino. Entre 1259 y 1260, Nogai realiza su primera acción destacada junto a Talabuga, bajo el mando del famoso general mongol Burundái. Se trata de la segunda incursión mongol en Polonia, en la que saquearía Sandomierz, Cracovia y otras ciudades.
Como su tío Berke, se convirtió al Islam, si bien no se sabe muy bien cuando esto ocurrió fue probablemente alrededor de 1250, poco después de su tío. Su nombre fue incluido en la lista de nuevos conversos enviada por Berke al Sultán de los Mamelucos, Baibars, en 1262-1263. Cerca de una década después, en 1270-1271, el mismo Nogai manifiesta su conversión en una carta al sultán de Egipto.

## Auge en la Horda de Oro y Europa
Tatar, el padre de Nogai murió a las órdenes de Hulagu. En 1262, durante la guerra civil entre Berke y Hulagu Kan, el ejército de Nogai sorprendió a las fuerzas de Hulagu en el río Térek. Miles murieron ahogados, huyendo los supervivientes a Azerbaiyán. En 1265, Nogai cruza el Danubio con sus hombres, haciendo huir a las fuerzas bizantinas y devastando las ciudades de Tracia. En 1271, se casa con Eufrósine, la hija ilegítima del emperador Miguel VIII Paleólogo, ya que este estaba deseando sellar una alianza con él. Poco antes, en 1264, perdió un ojo combatiendo a su pariente Abaqa Kan en Tiflis. Después de la muerte de Berke llegó a un acuerdo con Abaqa y su sucesor Arghun.
Nogai gobernó directamente sobre los rusos del principado de Halych-Volynia, los osetios y valacos (ancestros de los rumanos). Atacó Lituania con los príncipes rusos del norte en 1275. En 1285 invadió Hungría junto a Talabuga, futuro kan de la Horda de oro, y tropas cumano pero su campaña no obtuvo el éxito de la de Subotai cuarenta años atrás. Tras devastar Transilvania, Nogai fue rechazado por el ejército real húngaro dirigido por Ladislao IV cerca de Pest siendo emboscado al poco por los Székely. Participó también en la tercera incursión contra Polonia en 1287-1288, de nuevo junto a Talabuga pero las fuentes no son claras con el resultado de la campaña. Algunas fuentes dicen que volvieron con 20.000 cautivos. Nogai envió 4.000 soldados mongoles a Constantinopla para ayudar a su suegro Miguel a suprimir una rebelión. Ese mismo año muere Miguel VIII y su sucesor Andrónico II usó las tropas para combatir a los serbios.
En 1286 obligó al rey de Serbia, Stefan Uroš II Milutin a reconocer su soberanía y recuperó la influencia mongol sobre Bulgaria. Aunque en 1277 los mongoles fueron derrotados por Ivailo de Bulgaria, líder de una rebelión popular, en 1278-1279 fueron capaces de derrotarlo, asediándolo en la ciudad de Silistra. Más tarde Ivaylo buscó la ayuda de Nogai pero este lo asesinó, proclamando Emperador de Bulgaria a su vasallo Jorge I (1280-1302). Después de que Jorge huyera a Bizancio, Nogai instauró en el trono a Smilets.
A pesar de su poder y capacidad en combate, Nogai nunca consiguió obtener el puesto de Kan porque su abuela era una concubina. Prefirió entronizar a sus Kanes. Estuvo a las órdenes de Berke, Mengu-Timur, Tuda Mengu, Tulabuga, y Tokhta. Su último Kan demostró ser más inteligente que los otros y él y Nogai comenzaron una dura rivalidad. Por aquel entonces, Nogai controlaba la mayor parte del oeste de la Horda de Oro. Derrotó a Tuda Mengu y mató a Tulabuga.

## Declive
Cuando ayudó al joven Tokhta a alcanzar el poder, Nogai esperaba poder manipularle o ignorarle a su antojo. Pero Tokhta (1291-1312), un hombre de excepcional habilidad, tomó en sus manos las riendas del gobierno con un claro deseo de gobernar. Nogai ganó su primer enfrentamiento con Tokhta. No quiso acabar con él porque su nieto, Agtji, había sido asesinado en Crimea por los genoveses mientras recaudaba tributos para él. Nogai saqueó los puertos italianos en Crimea que fueron entregados por el Kan.
Nogai era demasiado peligroso para Tokhta Kan como para seguir con vida. Murió en 1299 combatiendo en Kagamlik, cerca del río Dniéper, contra mongoles a las órdenes del kan legítimo. Su cabeza fue llevada ante Tokhta, que se ofendió de que un mero soldado ruso hubiese matado al poderoso kan. Ordenó la ejecución del soldado ante la ofensa de que un plebeyo matase a un noble. Chini, una de las esposas de Nogai, huyó junto a su hijo con Ghazan, que los recibió y trató con grandes honores.
El hijo que tuvo con su esposa principal Alagh (Алаг), Chaka, se convirtió en Zar de Bulgaria por unos pocos meses antes de ser depuesto por Teodoro Svetoslav. Más tarde el nombre de Nogai fue adoptado por la Horda de Nogai.
Nogai es recordado en las crónicas rusas como el Zar gordo.